# 莎伦·斯图尔特
莎伦·斯图尔特（英語：Sharon Stewart，1965年8月17日—），澳大利亚女子田径运动员，主攻400米和800米赛跑。她曾代表澳大利亚参加1986年和1990年英联邦运动会田径比赛，获得一枚银牌和二枚铜牌。